# La red sexual
Middle Men (distribuida en algunos países de habla hispana con el título La red sexual) es una película estadounidense del 2009 dirigida por George Gallo, escrita por el propio George Gallo y Andy Weiss y protagonizada entre otros por Luke Wilson, Giovanni Ribisi, Gabriel Macht y James Caan. Cuenta la historia de las experiencias del productor Christopher Mallick en Paycom, una compañía de Internet dedicada a la venta de pornografía y ePassporte en los Estados Unidos.

## Sinopsis
Las crónicas de Jack Harris acerca de sus vivencias en los primeros años de los negocios de la pornografía en Internet, en un mundo de estafas, mafia, adicciones y estrellas porno.

## Elenco
- Luke Wilson como Jack Harris.
- Giovanni Ribisi como Wayne Beering.
- Gabriel Macht como Buck Dolby.
- James Caan como Jerry Haggerty.
- Laura Ramsey como Audrey Dawn.
- Jacinda Barrett como Diana Harris.
- Kelsey Grammer como Frank Griffin.
- Terry Crews como James.
- Kevin Pollak como Curt Allmans.
- Robert Forster como Louie La La.
- Rade Šerbedžija como Nikita Sokoloff.
- Jesse Jane como ella misma.

## Lanzamiento
La película se estrenó el 6 de agosto de 2010. El primer tráiler oficial se lanzó el 16 de junio de 2010.

## Recepción
La película recibió críticas mixtas. Rotten Tomatoes le dio una puntuación de 41% a partir de 46 comentarios. Metacritic le dio una puntuación media de 60%, con base en 20 críticos. Recaudó sólo $733,000 en la taquilla durante tres semanas. El presupuesto fue de $20 millones.